# Atenulfo de Monte Cassino
Atenulfo (em latim: Atenulfus) foi um monge bizantino de origem lombarda do século XI, ativo sob o imperador Basílio II (r. 976–1025). Era irmão do príncipe Pandolfo IV e ambos eram partidários do Império Bizantino no sul da Itália. Em junho de 1021, o turmarca Falco, sob ordens do catepano Basílio Boiano, transferiu as propriedades do rebelde Maraldo de Trani a Atenulfo. No inverno de 1022, o imperador Henrique II (r. 1014–1024) se dirigiu ao sul da Itália para combater Pandolfo e Atenulfo fugiu dos germânicos primeiro para Otranto e então Constantinopla, mas foi pego numa tempestade e se afogou em 30 de março de 1022.